# 威廉·斯坦迪什·诺尔斯
威廉·斯坦迪什·诺尔斯（英語：William Standish Knowles，1917年6月1日—2012年6月13日），美国化学家。因在手性催化还原反应方面的研究，和野依良治、巴里·夏普莱斯一起获得2001年诺贝尔化学奖。

## 生平
诺尔斯早年就读于马萨诸塞伯克希尔的一所寄宿学校，他是班里学习上的领头羊。高中毕业后他通过了学校董事会的考试进入哈佛大学。他觉得自己上大学还太年轻，于是在安多弗读了一年的预科学校。这一年年末，他获得了$50的博伊爾斯頓奖，这是他获得的首个化学奖。
诺尔斯在哈佛读的是有机化学。1939年他取得学士学位，并进入哥伦比亚大学念硕士。他在哥大师从鮑伯·埃德菲爾德（Bob Elderfield）研究类固醇，1942年取得博士学位。
1942年毕业后，他加入了孟山都公司，1986年退休。1944年，他在圣路易斯，先是研发一些中间产品，后来从事氯霉素和DDT相关的工作。他受到罗伯特·伯恩斯·伍德沃德的鼓励，推动可的松的商品化。由于有类固醇化学的背景，他成为伍德沃德的助手。有九个月时间，诺尔斯与伍德沃德一起呆在剑桥。1960年代，他开始从事不对称合成的研究。